# Polana belema
Polana belema är en insektsart som beskrevs av Delong 1984. Polana belema ingår i släktet Polana och familjen dvärgstritar. Inga underarter finns listade i Catalogue of Life.